# 154-та окрема механізована бригада (Україна)
154-та окрема механізована бригада (154 ОМБр) — механізоване з'єднання Сухопутних військ Збройних сил України чисельністю у бригаду.

## Історія
У вересні 2023 року повідомлялося про створення нової 154-ї механізованої бригади. У грудні 2023 року Forbes писав, що вона є однією з 5 нових бригад. За даними таблиці Forbes, вона початково отримала на озброєння захоплені російські Т-62. Восени 2024 року ЗМІ повідомляли, що до бригади надійшли американські колісні БТР M1117 та радянські САУ 2С1 «Гвоздика».
Станом на початок 2025 року бригада воювала на Вовчанському напрямку у Харківській області.

## Структура
- стрілецький батальйон[9]
- артилерійський дивізіон[9]
- батальйон безпілотних систем[9]
- 1 механізований батальйон
- 2 механізований батальйон
- 3 механізований батальйон
- Мотопіхотний батальйон
- Танковий батальйон
- Ремонтно-відновлювальний батальйон
- Батальйон матеріального забезпечення

## Командування
- (з 2023 - 2025) полковник Олександр Щербина[1][10]
- (з 2025) полковник Артем Расько

## Символіка
На емблемі бригади на блакитному полі зображено золотий тризуб ЗСУ у вінку, за якими перехрещено два списи вістрями вгору.

## Втрати
1. 16 лютого 2025 - Чернець Юрій Віталійович, старший сержант. [12].
2. 7 березня 2025 - Олександр Кучер (23.07.1971). Загинув на чугуївському напрямку[13].
3. 29 березня 2025 -  Валерій Богданов, стрілець-снайпер. Загинув під час виконання бойового завдання поблизу Дорошівки на Куп'янщині[14].

## Озброєння
- Т-62[4]

- M1117[15]

- 2С1 «Гвоздика»[6]
- Мобільна ремонтна майстерня LOCKER[16]